# Ilkka Kuusisto
Pour les articles homonymes, voir Kuusisto.
Ilkka Kuusisto (né le 26 avril 1933 à Helsinki (Uusimaa) et mort le 20 février 2025 dans la même ville) est un compositeur finlandais. Il est le directeur général de l'Opéra national de Finlande de 1984 à 1992.

## Biographie
Ilkka Kuusisto est le fils de Taneli Kuusisto et le père de Jaakko Kuusisto et de Pekka Kuusisto. Ses sœurs sont Irmeli Niemi et Tuulikki Närhinsalo.
Ilkka Kuusisto est diplômé de l'Académie Sibelius.

## Œuvres
Parmi ses œuvres:

### Opéras
- 1974, Muumiooppera
- 1977, Miehen kylkiluu
- 1980, Sota valosta
- 1981, Jääkäri Ståhl
- 1991, Pierrot ja yön salaisuudet
- 1992, Postineiti
- 1994, Neiti Julie
- 1998, Gabriel, tule takaisin!
- 1998, Isänmaan tyttäret
- 1999, Nainen kuin jäätynyt samppanja
- 2000, Kuninkaan sormus
- 2002, Pula!
- 2003, Matilda ja Nikolai
- 2006, Kotia kohti
- 2006, Vapauden vanki
- 2009, Taipaleenjoki

### Autres compositions
- 2005, Fjäriln vingad
- 1979, Lumikuningatar
- 1985, Robin Hood (ballet)
- 2000, sinfonia I
- 2005, sinfonia II
- 2006, Concertino improvvisando viululle ja orkesterille
- 1990, The Land Of Music
- 1991, Meren Laulu

## Prix
- Médaille Pro Finlandia  1984
- Prix de l'état pour l'art de la composition  2007